# A-i-enji
A-i-enji (아이엔지?, AienjiMR), noto anche con il titolo internazionale ...ing, è un film del 2003 scritto da Lee Eon-hee.
Nel 2012 ne è stato realizzato un remake, First Time (第一次S), ambientato in Cina.

## Trama
Kang Min-ah è una giovane introversa che in seguito a una malattia si è isolata dal mondo, vivendo sola con la madre, Mi-sook; un giorno, nel suo condominio arriva però Young-jae, fotografo ottimista e spensierato.